# Representación LGTBIQ+ en el arte
El concepto "representación" se puede entender como representar/mostrar una/la realidad (o el mundo). Cuando se habla de representación se habla de quién y cómo se cuenta una historia. Consiste en dar una voz y un aspecto físico determinado a una narración o forma de ver las cosas. 
La representación de una manera de hacer (si es vista repetidas veces) acaba instaurándose en el imaginario colectivo (en la mente de las gentes) y, a menudo, se convierte (o acaba considerándose) normal. Representar es hace entender lo que se observa, lo que se lee... como probable y real.
Al hablar de representación LGTBIQ+ hablamos de la aparición de personatges o de historias (con contenido relacionado con el colectivo LGTBIQ+) en las diferentes disciplinas artísticas lo largo de la historia. Desde el inicio de nuestros tiempo ha habido representación LGTBI+, aunque la gran mayoría de tiempo ha sido de manera encubierta. Han existido múltiples personajes históricos que pertenecían a la comunidad. Como la poetisa griega Safo que era abiertamente lesbiana y escribía poemas a sus amantes; Heliogábalo, un emperador romano transgénero; o Felip I, duque de Orlenas (hermano pequeño del rey Luis XIV) que era abiertamente homosexual. La representación LGTBIQ+ ha existido a lo largo de la historia; pero ha ido cambiando, desapareciendo, manteniéndose en secreto, ... a lo largo de las distintas culturas y morales imperantes.

## Literatura
En la literatura ha habido mayor libertad que en otras disciplinas artísticas. En algunas novelas, ya desde el siglo XIX o desde siglos anteriores, es posible encontrar algún personaje o trama LGBT que podrían significar una representación de la comunidad.
1. Carmilla (1872) de Joseph Sheridan Le Fanu
2. The song of Billis (1890) de Pierre Louÿs
3. El retrato de Dorian Gray (1890) de Oscar Wilde
4. El despertar de la primavera (1891) de Benjamin Frank Wedekind
5. Man into Woman ( 1933) de Niels Hoyer
6. y mucha literatura vanguardista de Gertrude Stein y Barbara Hammer.[6][8][9]

## Pintura y escultura

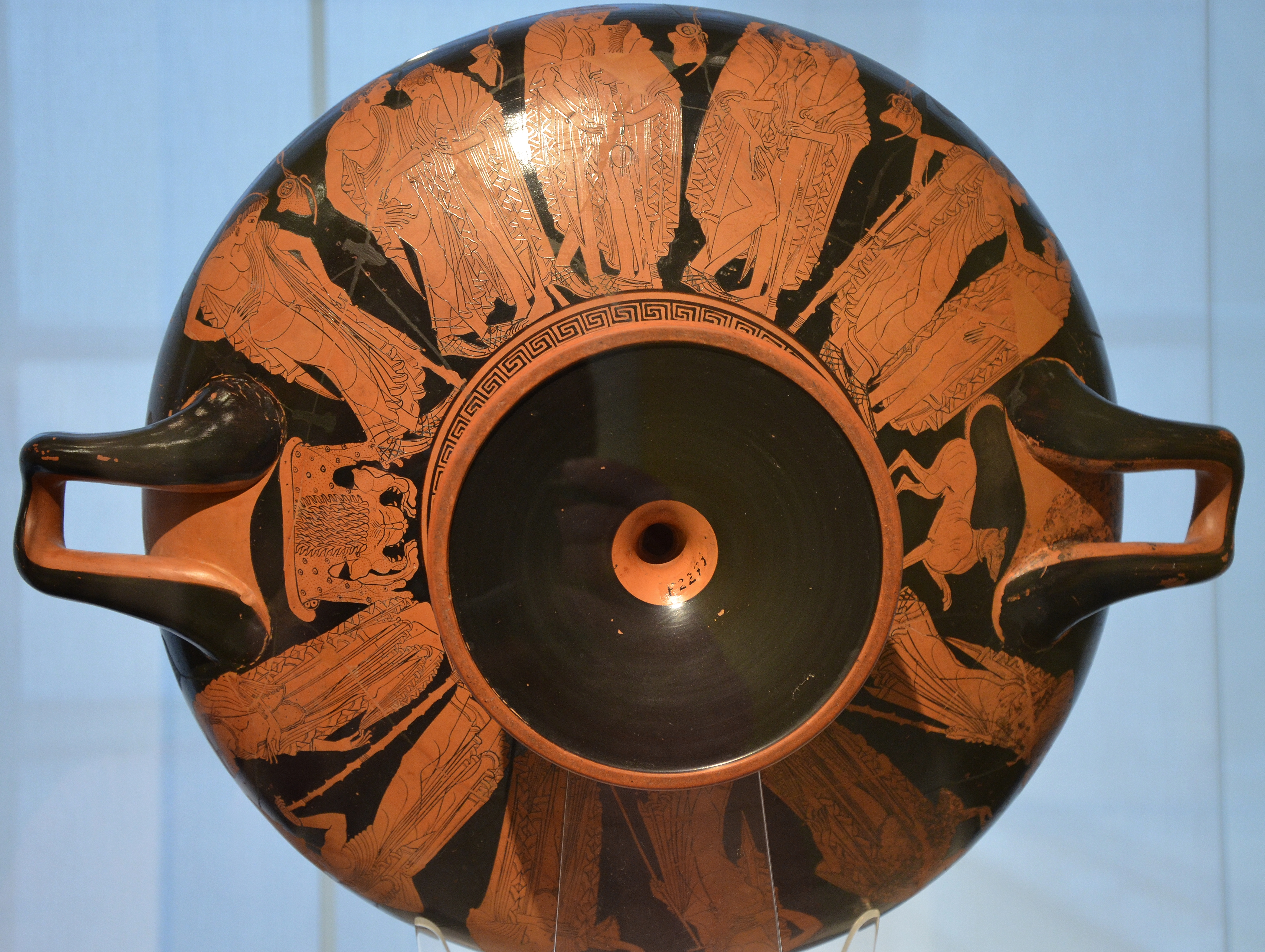
Motivo en vasija griega donde se representa una escena festiva en la que parejas, heterosexuales y homosexuales celebran por igual.

En la antigua Grecia, ya se representaba la homosexualidad y la transexualidad en el arte. En aquel momento, la homosexualidad la llevaban a cabo mayoritariamente hombres y era aceptada socialmente: Copa Peithinos (525-475 aC).
Cuando el cristianismo y otras religiones empezaron a florecer a lo largo del mundo occidental, la representación de la comunidad LGTBIQ+ cambio de manera repentina (vista muchas veces de manera negativa).
En el siglo XIX representar mujeres desnudas junto se convirtió en algo común y aceptado socialmente (pues estaba permitido). Muchas veces era catalogada como una representación erótica. Algunas de las obras más representativas son: Le Sommeil (1866) de Gustave Courbet, El baño turco (1862) de Dominique Ingres y la escultura Mujeres condenadas (1885) de Auguste Rodin.